# Sal (rum)
|  | Sammenskrivningsforslag Artiklerne Hal (lokale), Sal (rum) er foreslået sammenskrevet. (Siden januar 2021) Diskutér forslaget |

 For alternative betydninger, se sal. (Se også artikler, som begynder med sal)
Sal, af fransk salle, "rum", et stort rum, f.eks. en spisesal eller et auditorium. 
Københavns Rådhus har både mødesal, bryllupssal og festsal.
En sal kan kaldes også for hal, f.eks. gymnastiksal / -hal.